# Johan Martial
Johan Martial (Massy, 30 maggio 1991) è un ex calciatore francese, di ruolo difensore.

## Biografia
Ha due fratelli anch'essi calciatori professionisti, Dorian e Anthony.

## Palmarès

### Nazionale
- Campionato d'Europa Under-19: 1

2010